# بومكي
كوون كي بوم ( بالكورية : 권기범 ، من مواليد 22 سبتمبر 1984) ، المعروف باسم بومكي (بالكورية: 범키) ، هو مغني R & B كوري جنوبي تحت Brand New Music . ظهر لأول مرة في عام 2010 كجزء من ثنائي الهيب هوب 2winS وهو حاليًا عضو في فرقة الهيب هوب الكورية و R & B الرباعية Troy .  